# Pavel Dočev
Pavel Dočev (in cirillico: Павел Дочев; trasl. angl.: Pavel Dochev; trasl. fr.: Pavel Dotchev; Sofia, 28 settembre 1965) è un allenatore di calcio ed ex calciatore bulgaro, di ruolo difensore.

## Carriera

### Giocatore

#### Club
Ha giocato nella prima divisione bulgara ed in quella tedesca.

#### Nazionale
Ha partecipato ai Mondiali Under-20 del 1985. Tra il 1987 ed il 1994 ha invece giocato complessivamente 24 partite in nazionale maggiore, senza mai segnare.

## Palmarès

### Giocatore

#### Competizioni nazionali
- Campionato bulgaro: 1

CSKA Sofia: 1991-1992

#### Competizioni regionali
- Oberliga Westfalen: 1

Paderborn 07: 2000-2001